# Leonid Varlamov
Pour les articles homonymes, voir Varlamov.
Leonid Varlamov (Леони́д Васи́льевич Варла́мов, Leonid Vasilievich Varlamov), né le 30 juin 1907 à Kumajri (Empire russe) et mort en 3 septembre 1962 à Moscou (Union soviétique), est un réalisateur et scénariste soviétique.

## Filmographie partielle

### Au cinéma
- 1942 : La Défaite des armées allemandes devant Moscou (Разгром немецких войск под Москвой, Razgrom nemetskikh vojsk pod Moskvoj)
- 1943 : Stalingrad

## Récompenses et distinctions
- (en) Leonid Varlamov : Awards, sur l'Internet Movie Database